# Jan František Jablonský
Jan František Jablonský (22. listopadu 1737, Rychnov nad Kněžnou – po 1774, Brno?) byl barokní malíř a freskař, zaměřený na církevní tematiku.

## Život
O životě Jana Jablonského není mnoho informací. Narodil se v Rychnově nad Kněžnou, kde vyrůstal se svým bratrem Františkem Antonínem Jablonským, který se později stejně jako Jan stal malířem. Nejsou záznamy kde se Jan vyškolil v malbě, ale jeho styl byl pravděpodobně silně ovlivněn expresivním vídeňským malířstvím a benátským stylem. I když není zaznamenáno kdy a kde zemřel, víme, že v šedesátých letech 18. století pracoval v Brně a spolupracoval s Josefem Sternem. V Brně se také roku 1767 oženil s Marií Annou Vočkovou a následně s ní měl tři dcery. V 60. a 70. letech také hodně cestoval kvůli zakázkám i do Slezska a teprve v pozdějších 70. letech 18. století se vrací zpátky do Brna, kde nejspíš krátce po roce 1774 zemřel.

## Dílo

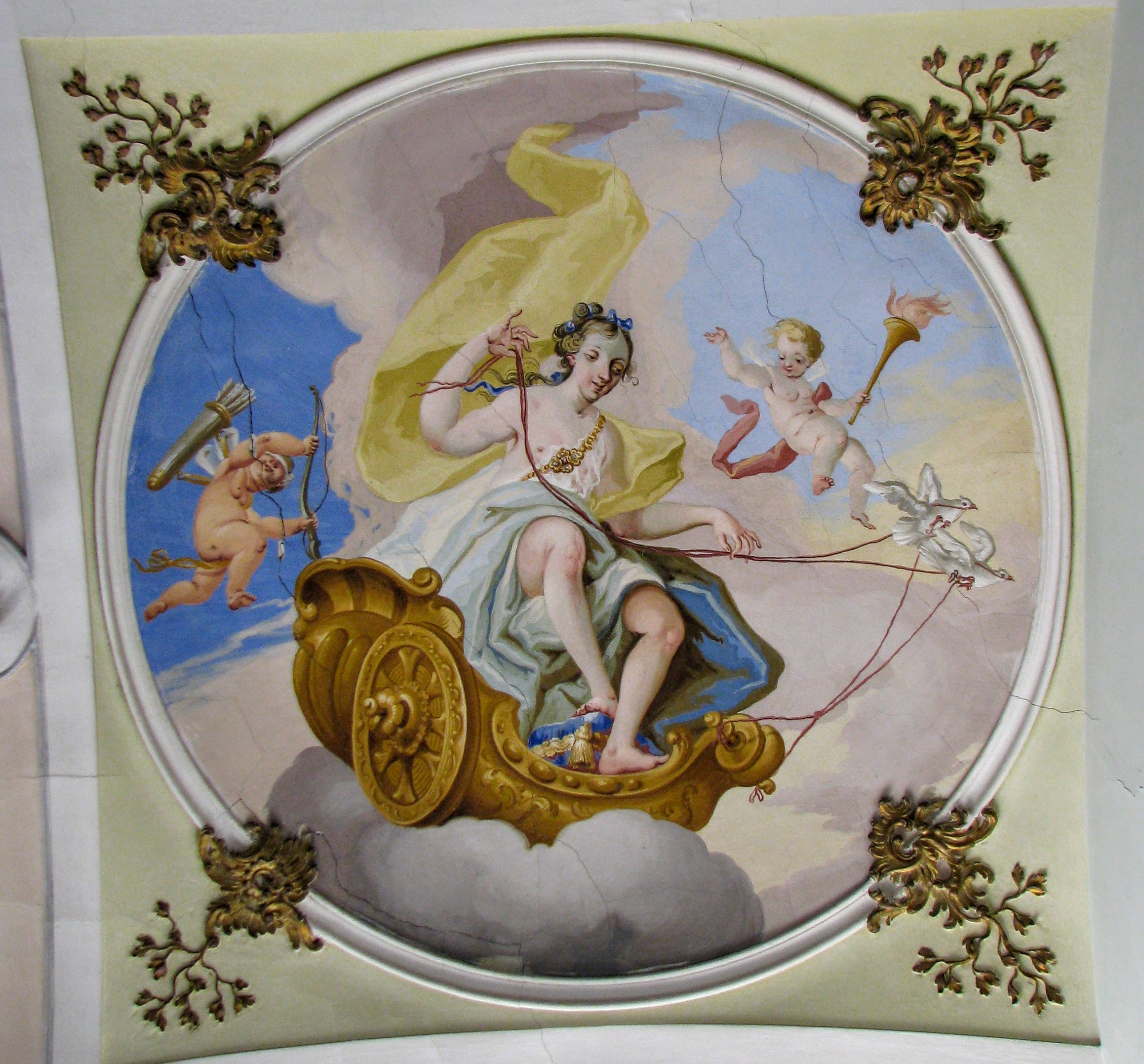
Venuše na voze taženém holubicemi, zámek Hošťálkovy

První záznam realizace maleb u kterého se předpokládá účast Jablonského je sedmidílný Cyklus ze života Josefa Kopertinského na zakázku pro brněnské minority roku 1767. Později se dostal k malbě cyklu Křížové cesty v Krnově u minoritů díky předchozí spolupráci s Josefem Sternem. Jablonský dále pracoval na mnoha olejomalbách, jako například Oběť dcery Jephtovy na zámku Velké Heraltice nebo sv. Jan Nepomucký a sv. Barbora v poutním kostele Panny Marie Bolestné ve Sloupu. Kromě obrazů se Jan Jablonský dostal i k nástěnným freskovým malbám. Značně rozsáhlou freskovou výzdobu zhotovil na zámku Hošťálkovy, kde vyzdobil nejen části kaple, ale i chodby a stropy nad reprezentačním schodištěm.

### Výběr z děl
- obrazy sv. Jan Nepomucký a sv. Barbora v poutním kostele Panny Marie Bolestné ve Sloupu (1766)
- sedmidílný obrazový Cyklus ze života Josefa Kopertinského, pro brněnský konvent minoritů (1767)
- čtyři obrazy sv. Alžběta Durynská, sv. Jiří, Vztyčování sv. Kříže a Nalezení sv. Kříže v zámecké kapli v Bruntále (1768)
- čtyři obrazy Karel Veliký vyhání pohany a boří modly, sv. Hedvika, sv. Jan Nepomucký a Pieta pro kostel Prozřetelnosti Boží v Šenově (1768)
- fresková a obrazová výzdoba zámku Hošťálkovy (60. léta 18. stol.)
- cyklus Křížové cesty, minoritský kostel v Krnově (70. léta 18. stol.)
- obraz Oběť dcery Jephtovy pro zámek Velké Heraltice (70. léta 18. stol.)
- obraz Klanění tří králů, původně sakristie augustiniánského kláštera v Brně u sv. Tomáše, nyní augustiniánský klášter na Starém Brně (70. léta 18. stol.)
- obraz sv. Valburga pro poutní kostele Panny Marie Pomocné u Bruntálu (70. léta 18. stol.)
- freska Žehnacího Boha Otce a andělů na stropě zámecké kaple v Polici u Jemnice (po polovině 18. stol.)
- trojice predelových obrazů sv. Anna vyučující Pannu Marii, sv. Alžběta Uherská rozdávající almužnu, sv. František z Pauly pro klášterní kostel milosrdných bratří sv. Leopolda v Brně (1771–1773)
- obraz Apoteóza sv. Václava pro řádový kostel milosrdných bratří sv. Václava na blümegenovském panství v Letovicích (70. léta 18. stol.)
- obraz Martýrium apoštola sv. Ondřeje na hlavní oltáři v popickém kostele sv. Ondřeje (1775)